# Mosquée de Wazir-Khan
La mosquée de Wazir-Khan est une mosquée de Lahore. Elle fut construite sous le règne de Shah Jahan, en 1634, par le gouverneur de la province du Pendjab, qui répondait au nom de Nawab Wazir Khan.
Cette mosquée, l'une des plus belles du Pakistan, est célèbre pour l'exceptionnelle qualité de ses mosaïques, mélange de motifs floraux et de compositions calligraphiques.
La salle des prières se compose de deux séries de deux espaces qui encadrent la salle principale. Chacun est surmonté d'un dôme richement décoré.

## Galerie

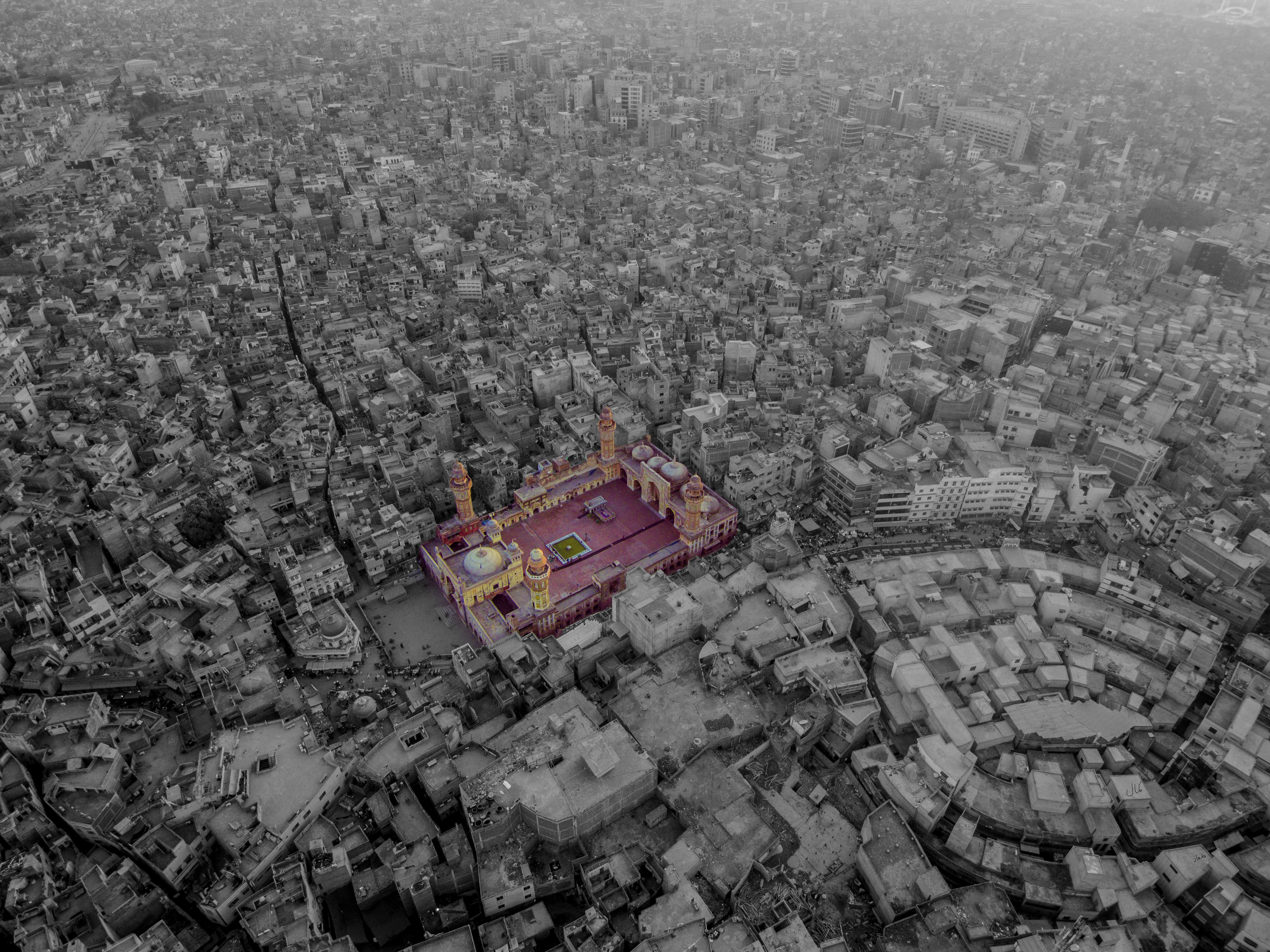
Vue aérienne de la mosquée. On voit les quatre dômes de la salle de prière qui entourent de part et d'autre le dôme de l'espace central.
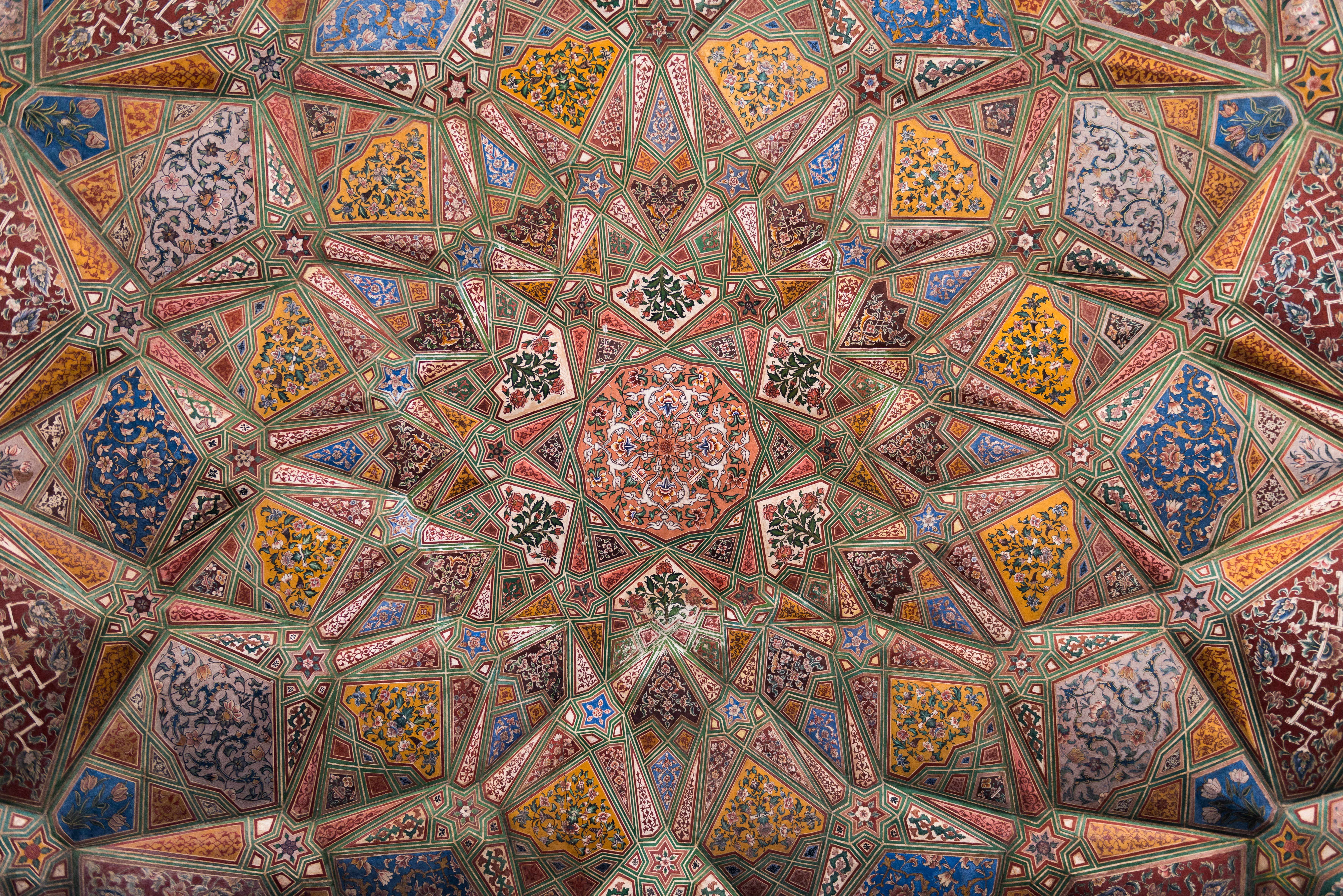
Dôme de la mosquée.
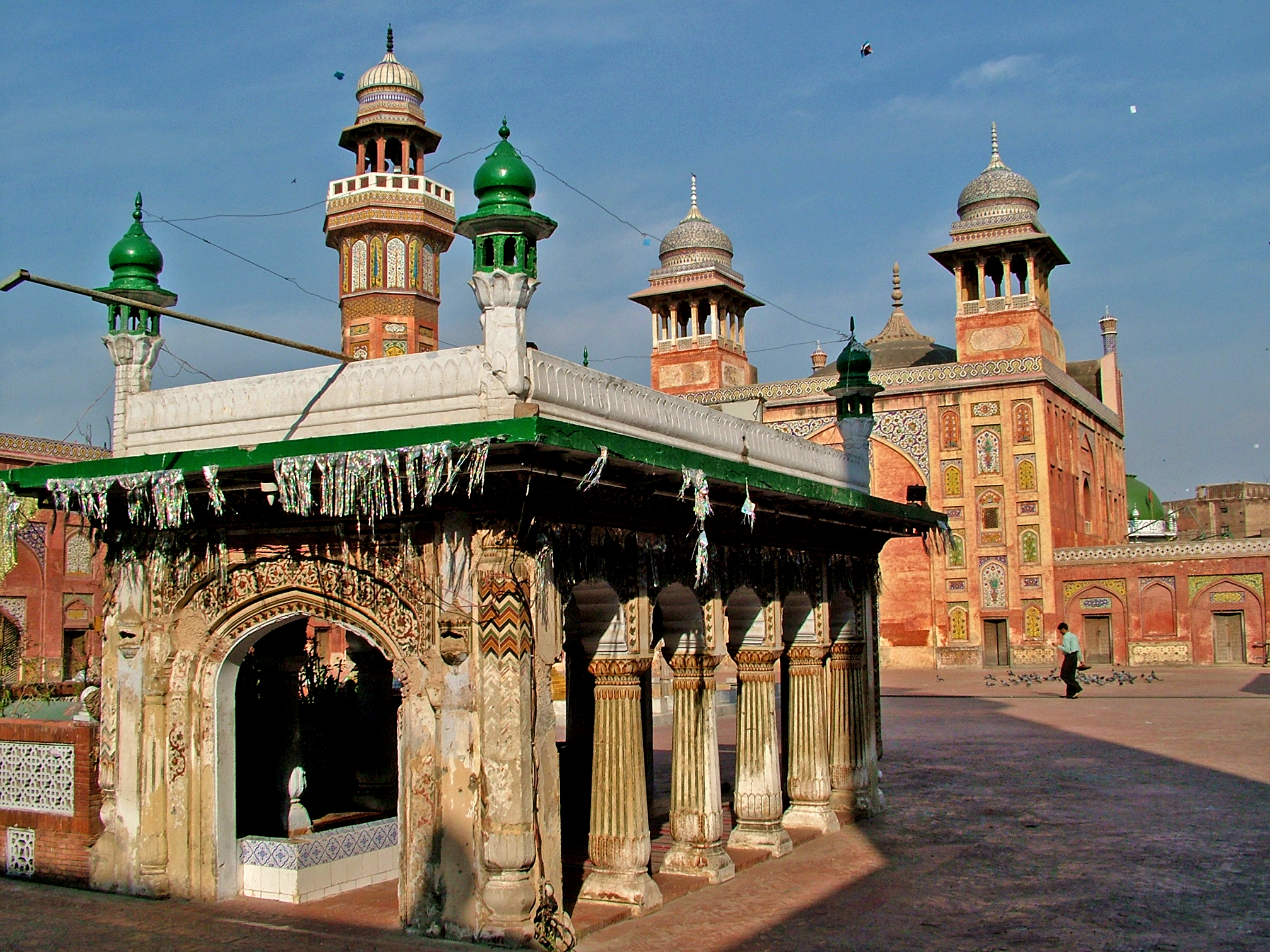
Tombe du soufi Syed Muhammad Ishaq Gazruni (Miran Badshah).
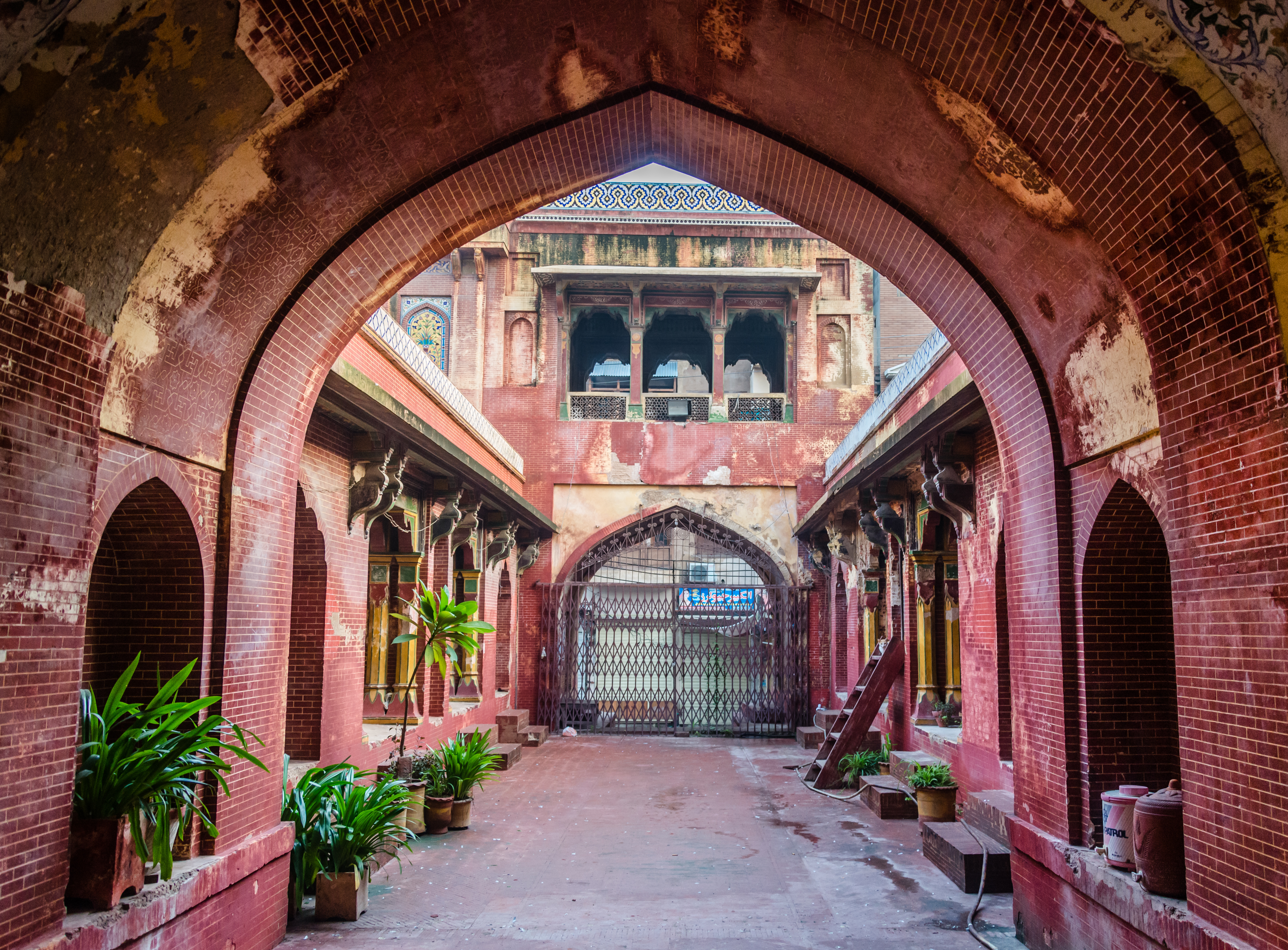
Magasinjs du Calligrapher's Bazaar dans l'enceinte de la mosquée.
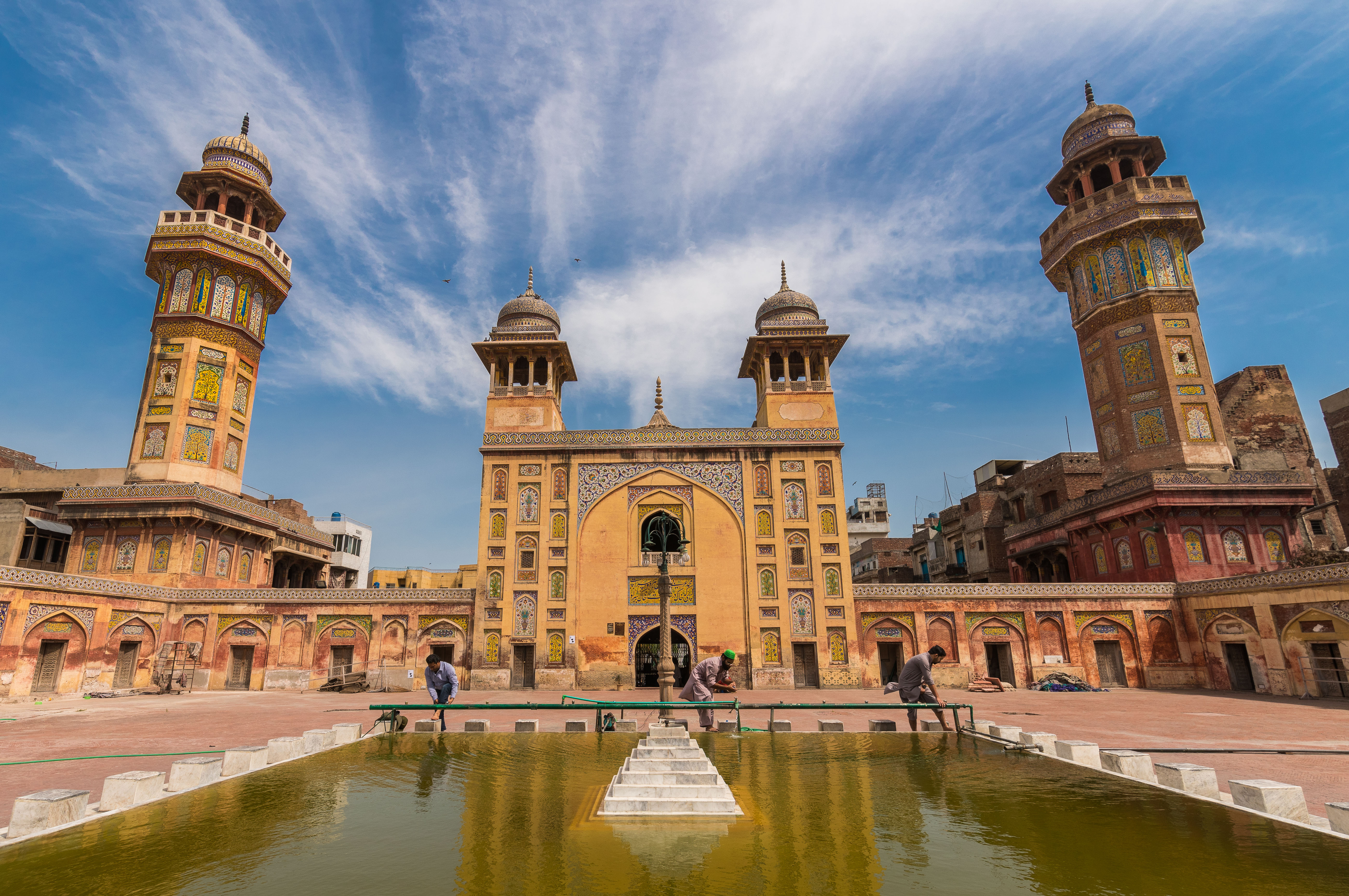
Mosquée de Wazir-Khan.